# Tråvads församling
Tråvads församling var en församling i Skara stift och i Vara kommun. Församlingen uppgick 2002 i Larvs församling. 

## Administrativ historik
Församlingen har medeltida ursprung. 
Församlingen var till 2002 annexförsamling i pastoratet Larv, Längjum och Tråvad, som till 1962 även omfattade Södra Lundby församling, till omkring 1800 Vässby församling och åtminstone till 1555 Edums församling. Församlingen uppgick 2002 i Larvs fförsamling.

## Kyrkor
- Tråvads kyrka